# Constantijn Francken
Constantijn Francken nebo Konstantijn Francken (pokřtěn 5. dubna 1661, Antverpy – 12. ledna 1717, Antverpy) byl vlámský barokní malíř a poslední umělec v dlouhé linii umělců rodiny Franckenových. Je známý především svými bojovými scénami. Dlouho pracoval v Paříži, kde se stal královským dvorním malířem. Maloval zde především portréty.

## Životopis
Constantijn Francken se narodil v Antverpách jako syn Hieronyma Franckena III. a Cornelie Daep. Pokřtěn byl 5. dubna 1661. Byl posledním umělcem v dynastii umělců Franckenových, která hrála důležitou roli ve vlámském umění od druhé poloviny 16. století. Jejich velká dílna byla známá standardem kvalitní umělecké produkce nejen v Antverpách. Constantijnův otec Hieronymus byl synem Franse Franckena mladšího, nejslavnějšího potomka dynastie Franckenů. Existuje několik prací, připisovaných jeho otci, ale jejich pravost není ověřena. Hieronymous zemřel v roce 1671 a nemohl svého tehdy desetiletého syna učit malířskému řemeslu. Kdo tedy byl učitelem Constantijna známo není. Je možné, že Constantijn se učil přímo v rodinné dílně Franckenových.

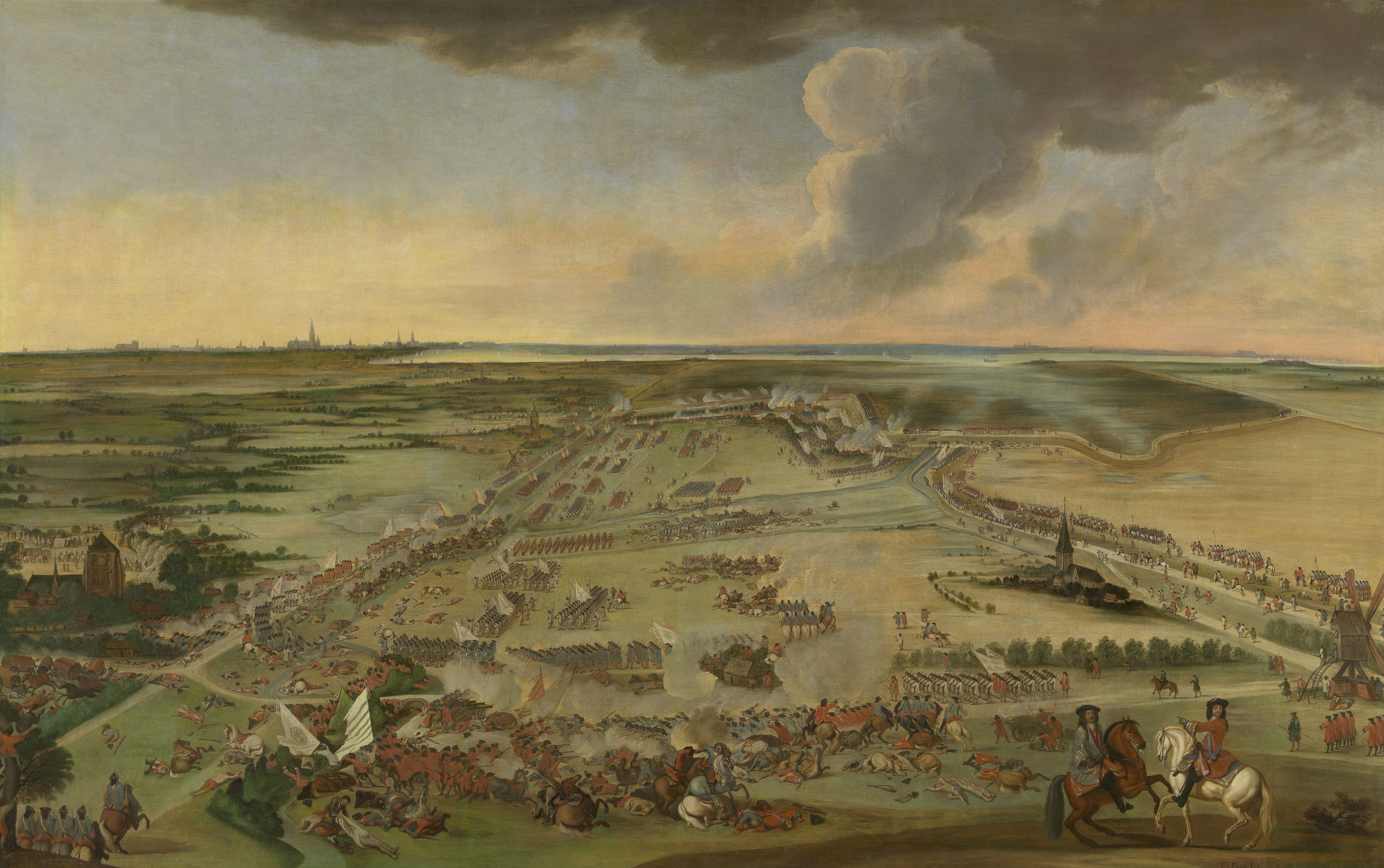
Bitva o Ekeren v roce 1703

Pravděpodobně někdy v letech 1679 až 1694 Constantijn odcestoval do Paříže. Během svého pobytu v Paříži možná pracoval pro francouzského krále Ludvíka XIV. Důkazem jeho pobytu v Paříži je prohlášení učiněné dne 2. května 1699 v Antverpách rytcem Cornelisem Vermeulenem a dalšími o úspěšných aktivitách Constantijna Franckena v Paříži. Po svém návratu do Antverp prohlásil v podání u antverpského soudu ze dne 10. prosince 1694, že působil 15 let v Paříži, Versailles a dalších rezidencích francouzského krále, kde maloval portréty, které mu získaly vynikající pověst. Dále uvedl, že je připraven se usadit v Antverpách, pokud bude zproštěn povinnosti městské služby. Dne 24. ledna 1695 vstoupil do městské gardy.
V letech 1694–1695 vstoupil do antverpského cechu svatého Lukáše jako „wijnmeester“, tj. syn mistra.
V letech 1695–1696 se stal děkanem cechu, ale z činností spojených s funkcí děkana se vykoupil zaplacením 300 guldenů a darováním zbraní cechu. Ve stejném roce přijal za svého žáka Karla van Falense. Van Falens se později specializoval na lovecké a jezdecké scény, stal se dvorním malířem u francouzského dvora a členem Académie Royale.

Odjezd Maartena van Rossuma po jeho útoku na Antverpy dne 24. července 1542

Dne 28. dubna 1696 se Francken oženil s Christinou Clarou z Boechout. Jeho manželka později trpěla duševní chorobou a prý utekla z domova nahá. Její rodina obvinila Franckena, že její nemoc zavinil tím že promarnil její dědictví. Spor mezi oběma rodinami se vyhrotil a Constantijnovi bylo nařízeno pod hrozbou fyzického trestu upustit od urážek svého švagra. Constantijn prý utrácel nad poměry, přestože jako umělec byl úspěšný a jeho díla vynášela vysoké částky. V roce 1703 prodal velký obraz Bitva u Ekerenu z roku 1703, nyní v majetku Royal Museum of Fine Arts v Antwerpách, za 280 guldenů.
Zemřel zadlužený 12. ledna 1717 v Antverpách v domě, který si pronajal na Lange Nieuwstraat. Ve stejný den byl pohřben v kostele Sv. Jakuba.

## Dílo
Francken během svého patnáctiletého pobytu ve Francii pracoval hlavně jako portrétista, přesto nejsou známy žádné jeho portréty. Byl velmi zručný v kompozici vojenských scén. Je znám svými krajinami s bojovými scénami. Kromě obrazu Bitva u Ekerenu z roku 1703 namaloval plátno Odjezd Maartena van Rossuma po jeho útoku na Antverpy dne 24. července 1542, Museum aan de Stroom v Antverpách, Obléhání Namuru Vilémem III Oranžským, Předání klíčů od Štrasburku Ludvíkovi XIV., (Musée historique de Strasbourg) a pohled na bitvu z ptačí perspektivy namalovaný v roce 1702 z ptačí perspektivy.

## Rodokmen
|  |  |  |  |  |  |                                    |                                    |                                    |                                    |                                    |                                    |  |  | Nicolaes Francken (1515–1596) |                               |                               |                               |                               |                               |  |  |                                     |                                     |                                     |                                     |                                     |                                     |  |  |                                 |                                 |                                 |                                 |                                 |                                 |  |  |                                         |                                         |                                         |                                         |                                         |                                         |  |  |                                     |                                     |                                     |                                     |                                     |                                     |                                 |                                 |                                 |                                 |  |  |
|  |  |  |  |  |  |                                    |                                    |                                    |                                    |                                    |                                    |  |  |                               |                               |                               |                               |                               |                               |  |  |                                     |                                     |                                     |                                     |                                     |                                     |  |  |                                 |                                 |                                 |                                 |                                 |                                 |  |  |                                         |                                         |                                         |                                         |                                         |                                         |  |  |                                     |                                     |                                     |                                     |                                     |                                     |                                 |                                 |                                 |                                 |  |  |
|  |  |  |  |  |  |                                    |                                    |                                    |                                    |                                    |                                    |  |  |                               |                               |                               |                               |                               |                               |  |  |                                     |                                     |                                     |                                     |                                     |                                     |  |  |                                 |                                 |                                 |                                 |                                 |                                 |  |  |                                         |                                         |                                         |                                         |                                         |                                         |  |  |                                     |                                     |                                     |                                     |                                     |                                     |                                 |                                 |                                 |                                 |  |  |
|  |  |  |  |  |  |                                    |                                    |                                    |                                    |                                    |                                    |  |  |                               |                               |                               |                               |                               |                               |  |  |                                     |                                     |                                     |                                     |                                     |                                     |  |  |                                 |                                 |                                 |                                 |                                 |                                 |  |  |                                         |                                         |                                         |                                         |                                         |                                         |  |  |                                     |                                     |                                     |                                     |                                     |                                     |                                 |                                 |                                 |                                 |  |  |
|  |  |  |  |  |  | Hieronymus Francken I. (1540–1610) | Hieronymus Francken I. (1540–1610) | Hieronymus Francken I. (1540–1610) | Hieronymus Francken I. (1540–1610) | Hieronymus Francken I. (1540–1610) | Hieronymus Francken I. (1540–1610) |  |  | Frans Francken I. (1542–1616) | Frans Francken I. (1542–1616) | Frans Francken I. (1542–1616) | Frans Francken I. (1542–1616) | Frans Francken I. (1542–1616) | Frans Francken I. (1542–1616) |  |  | Ambrosius Francken I. (1544–1618)   | Ambrosius Francken I. (1544–1618)   | Ambrosius Francken I. (1544–1618)   | Ambrosius Francken I. (1544–1618)   | Ambrosius Francken I. (1544–1618)   | Ambrosius Francken I. (1544–1618)   |  |  |                                 |                                 |                                 |                                 |                                 |                                 |  |  |                                         |                                         |                                         |                                         |                                         |                                         |  |  |                                     |                                     |                                     |                                     | (Cornelius Francken)                | (Cornelius Francken)                | (Cornelius Francken)            | (Cornelius Francken)            | (Cornelius Francken)            | (Cornelius Francken)            |  |  |
|  |  |  |  |  |  | Hieronymus Francken I. (1540–1610) | Hieronymus Francken I. (1540–1610) | Hieronymus Francken I. (1540–1610) | Hieronymus Francken I. (1540–1610) | Hieronymus Francken I. (1540–1610) | Hieronymus Francken I. (1540–1610) |  |  | Frans Francken I. (1542–1616) | Frans Francken I. (1542–1616) | Frans Francken I. (1542–1616) | Frans Francken I. (1542–1616) | Frans Francken I. (1542–1616) | Frans Francken I. (1542–1616) |  |  | Ambrosius Francken I. (1544–1618)   | Ambrosius Francken I. (1544–1618)   | Ambrosius Francken I. (1544–1618)   | Ambrosius Francken I. (1544–1618)   | Ambrosius Francken I. (1544–1618)   | Ambrosius Francken I. (1544–1618)   |  |  |                                 |                                 |                                 |                                 |                                 |                                 |  |  |                                         |                                         |                                         |                                         |                                         |                                         |  |  |                                     |                                     |                                     |                                     | (Cornelius Francken)                | (Cornelius Francken)                | (Cornelius Francken)            | (Cornelius Francken)            | (Cornelius Francken)            | (Cornelius Francken)            |  |  |
|  |  |  |  |  |  |                                    |                                    |                                    |                                    |                                    |                                    |  |  |                               |                               |                               |                               |                               |                               |  |  |                                     |                                     |                                     |                                     |                                     |                                     |  |  |                                 |                                 |                                 |                                 |                                 |                                 |  |  |                                         |                                         |                                         |                                         |                                         |                                         |  |  |                                     |                                     |                                     |                                     |                                     |                                     |                                 |                                 |                                 |                                 |  |  |
|  |  |  |  |  |  |                                    |                                    |                                    |                                    |                                    |                                    |  |  |                               |                               |                               |                               |                               |                               |  |  |                                     |                                     |                                     |                                     |                                     |                                     |  |  |                                 |                                 |                                 |                                 |                                 |                                 |  |  |                                         |                                         |                                         |                                         |                                         |                                         |  |  |                                     |                                     |                                     |                                     |                                     |                                     |                                 |                                 |                                 |                                 |  |  |
|  |  |  |  |  |  | Isabella Francken (1628–1664)      | Isabella Francken (1628–1664)      | Isabella Francken (1628–1664)      | Isabella Francken (1628–1664)      | Isabella Francken (1628–1664)      | Isabella Francken (1628–1664)      |  |  | Thomas Francken (1574–1625)   | Thomas Francken (1574–1625)   | Thomas Francken (1574–1625)   | Thomas Francken (1574–1625)   | Thomas Francken (1574–1625)   | Thomas Francken (1574–1625)   |  |  | Hieronymus Francken II. (1578–1623) | Hieronymus Francken II. (1578–1623) | Hieronymus Francken II. (1578–1623) | Hieronymus Francken II. (1578–1623) | Hieronymus Francken II. (1578–1623) | Hieronymus Francken II. (1578–1623) |  |  | Frans Francken II. (1581–1642)  | Frans Francken II. (1581–1642)  | Frans Francken II. (1581–1642)  | Frans Francken II. (1581–1642)  | Frans Francken II. (1581–1642)  | Frans Francken II. (1581–1642)  |  |  | Ambrosius Francken II. (1590–1632)      | Ambrosius Francken II. (1590–1632)      | Ambrosius Francken II. (1590–1632)      | Ambrosius Francken II. (1590–1632)      | Ambrosius Francken II. (1590–1632)      | Ambrosius Francken II. (1590–1632)      |  |  |                                     |                                     |                                     |                                     | Hans Francken (1581–after 1610)     | Hans Francken (1581–after 1610)     | Hans Francken (1581–after 1610) | Hans Francken (1581–after 1610) | Hans Francken (1581–after 1610) | Hans Francken (1581–after 1610) |  |  |
|  |  |  |  |  |  | Isabella Francken (1628–1664)      | Isabella Francken (1628–1664)      | Isabella Francken (1628–1664)      | Isabella Francken (1628–1664)      | Isabella Francken (1628–1664)      | Isabella Francken (1628–1664)      |  |  | Thomas Francken (1574–1625)   | Thomas Francken (1574–1625)   | Thomas Francken (1574–1625)   | Thomas Francken (1574–1625)   | Thomas Francken (1574–1625)   | Thomas Francken (1574–1625)   |  |  | Hieronymus Francken II. (1578–1623) | Hieronymus Francken II. (1578–1623) | Hieronymus Francken II. (1578–1623) | Hieronymus Francken II. (1578–1623) | Hieronymus Francken II. (1578–1623) | Hieronymus Francken II. (1578–1623) |  |  | Frans Francken II. (1581–1642)  | Frans Francken II. (1581–1642)  | Frans Francken II. (1581–1642)  | Frans Francken II. (1581–1642)  | Frans Francken II. (1581–1642)  | Frans Francken II. (1581–1642)  |  |  | Ambrosius Francken II. (1590–1632)      | Ambrosius Francken II. (1590–1632)      | Ambrosius Francken II. (1590–1632)      | Ambrosius Francken II. (1590–1632)      | Ambrosius Francken II. (1590–1632)      | Ambrosius Francken II. (1590–1632)      |  |  |                                     |                                     |                                     |                                     | Hans Francken (1581–after 1610)     | Hans Francken (1581–after 1610)     | Hans Francken (1581–after 1610) | Hans Francken (1581–after 1610) | Hans Francken (1581–after 1610) | Hans Francken (1581–after 1610) |  |  |
|  |  |  |  |  |  |                                    |                                    |                                    |                                    |                                    |                                    |  |  |                               |                               |                               |                               |                               |                               |  |  |                                     |                                     |                                     |                                     |                                     |                                     |  |  |                                 |                                 |                                 |                                 |                                 |                                 |  |  |                                         |                                         |                                         |                                         |                                         |                                         |  |  |                                     |                                     |                                     |                                     |                                     |                                     |                                 |                                 |                                 |                                 |  |  |
|  |  |  |  |  |  |                                    |                                    |                                    |                                    |                                    |                                    |  |  |                               |                               |                               |                               |                               |                               |  |  |                                     |                                     |                                     |                                     |                                     |                                     |  |  |                                 |                                 |                                 |                                 |                                 |                                 |  |  |                                         |                                         |                                         |                                         |                                         |                                         |  |  |                                     |                                     |                                     |                                     |                                     |                                     |                                 |                                 |                                 |                                 |  |  |
|  |  |  |  |  |  |                                    |                                    |                                    |                                    |                                    |                                    |  |  |                               |                               |                               |                               |                               |                               |  |  |                                     |                                     |                                     |                                     |                                     |                                     |  |  | Frans Francken III. (1607–1667) | Frans Francken III. (1607–1667) | Frans Francken III. (1607–1667) | Frans Francken III. (1607–1667) | Frans Francken III. (1607–1667) | Frans Francken III. (1607–1667) |  |  | Hieronymus Francken III. (1611–po 1661) | Hieronymus Francken III. (1611–po 1661) | Hieronymus Francken III. (1611–po 1661) | Hieronymus Francken III. (1611–po 1661) | Hieronymus Francken III. (1611–po 1661) | Hieronymus Francken III. (1611–po 1661) |  |  | Ambrosius Francken III. (1614–1662) | Ambrosius Francken III. (1614–1662) | Ambrosius Francken III. (1614–1662) | Ambrosius Francken III. (1614–1662) | Ambrosius Francken III. (1614–1662) | Ambrosius Francken III. (1614–1662) |                                 |                                 |                                 |                                 |  |  |
|  |  |  |  |  |  |                                    |                                    |                                    |                                    |                                    |                                    |  |  |                               |                               |                               |                               |                               |                               |  |  |                                     |                                     |                                     |                                     |                                     |                                     |  |  | Frans Francken III. (1607–1667) | Frans Francken III. (1607–1667) | Frans Francken III. (1607–1667) | Frans Francken III. (1607–1667) | Frans Francken III. (1607–1667) | Frans Francken III. (1607–1667) |  |  | Hieronymus Francken III. (1611–po 1661) | Hieronymus Francken III. (1611–po 1661) | Hieronymus Francken III. (1611–po 1661) | Hieronymus Francken III. (1611–po 1661) | Hieronymus Francken III. (1611–po 1661) | Hieronymus Francken III. (1611–po 1661) |  |  | Ambrosius Francken III. (1614–1662) | Ambrosius Francken III. (1614–1662) | Ambrosius Francken III. (1614–1662) | Ambrosius Francken III. (1614–1662) | Ambrosius Francken III. (1614–1662) | Ambrosius Francken III. (1614–1662) |                                 |                                 |                                 |                                 |  |  |
|  |  |  |  |  |  |                                    |                                    |                                    |                                    |                                    |                                    |  |  |                               |                               |                               |                               |                               |                               |  |  |                                     |                                     |                                     |                                     |                                     |                                     |  |  |                                 |                                 |                                 |                                 |                                 |                                 |  |  |                                         |                                         |                                         |                                         |                                         |                                         |  |  |                                     |                                     |                                     |                                     |                                     |                                     |                                 |                                 |                                 |                                 |  |  |
|  |  |  |  |  |  |                                    |                                    |                                    |                                    |                                    |                                    |  |  |                               |                               |                               |                               |                               |                               |  |  |                                     |                                     |                                     |                                     |                                     |                                     |  |  |                                 |                                 |                                 |                                 |                                 |                                 |  |  |                                         |                                         |                                         |                                         |                                         |                                         |  |  |                                     |                                     |                                     |                                     |                                     |                                     |                                 |                                 |                                 |                                 |  |  |
|  |  |  |  |  |  |                                    |                                    |                                    |                                    |                                    |                                    |  |  |                               |                               |                               |                               |                               |                               |  |  |                                     |                                     |                                     |                                     |                                     |                                     |  |  |                                 |                                 |                                 |                                 |                                 |                                 |  |  | Constantijn Francken (1661–1717)        |                                         |                                         |                                         |                                         |                                         |  |  |                                     |                                     |                                     |                                     |                                     |                                     |                                 |                                 |                                 |                                 |  |  |
|  |  |  |  |  |  |                                    |                                    |                                    |                                    |                                    |                                    |  |  |                               |                               |                               |                               |                               |                               |  |  |                                     |                                     |                                     |                                     |                                     |                                     |  |  |                                 |                                 |                                 |                                 |                                 |                                 |  |  |                                         |                                         |                                         |                                         |                                         |                                         |  |  |                                     |                                     |                                     |                                     |                                     |                                     |                                 |                                 |                                 |                                 |  |  |